# Capela de Santana (Leça da Palmeira)

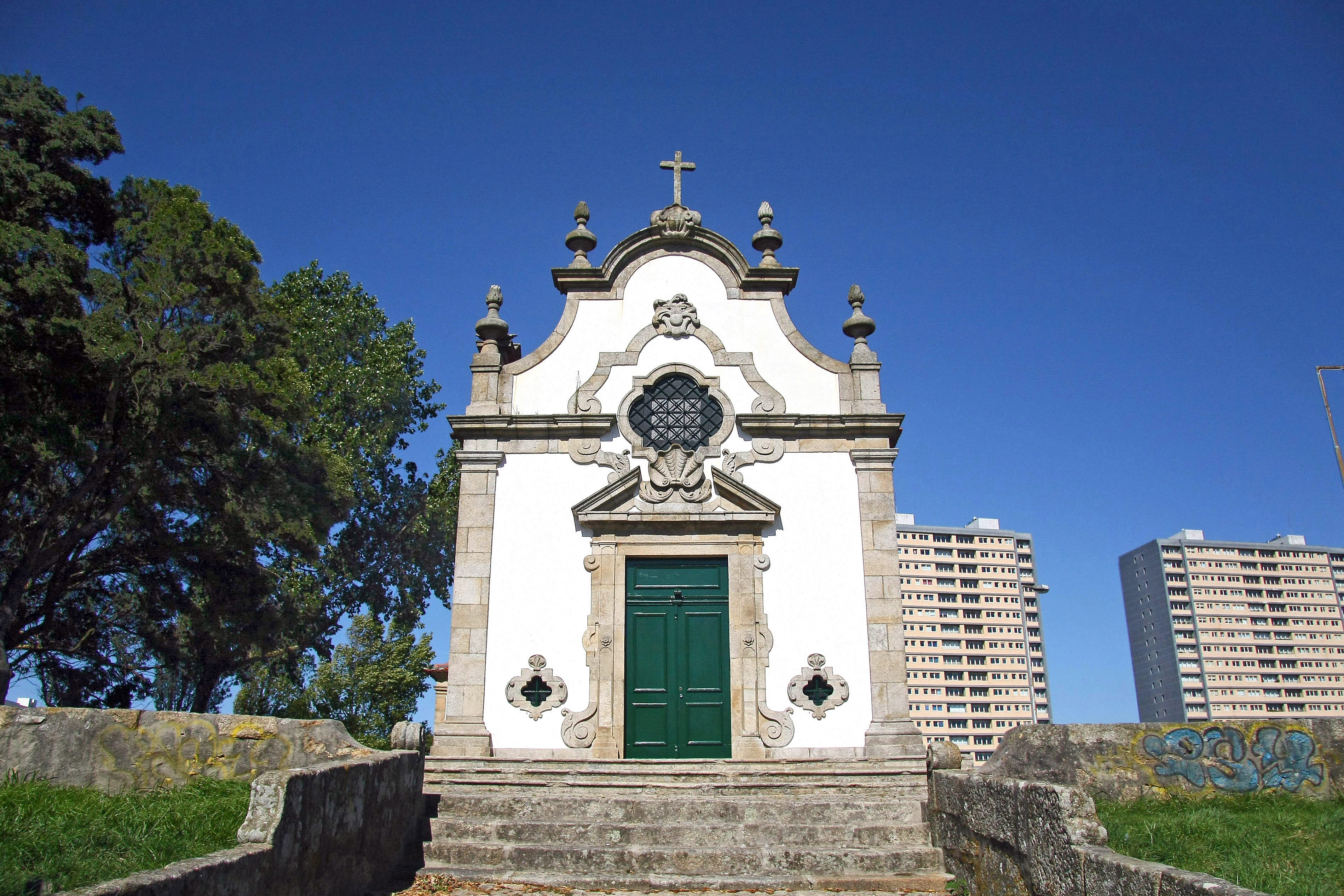

A Capela de Santana é uma capela situada em Leça da Palmeira, atual Freguesia de Matosinhos e Leça da Palmeira, no Município de Matosinhos, Distrito do Porto.
A capela que se encontra numa pequena elevação junto à Igreja Matriz, foi reedificada entre 1762 e 1768. Existem referências a esta capela datadas de 1623. Foi restaurada entre 2010 e 2012.
Realizam-se no espaço envolvente da capela, entre o dia 26 de Julho e o primeiro domingo de Agosto, as tradicionais festividades em honra de Sant'Ana e o Festarte, festival etnográfico organizado pelo Rancho Típico da Amorosa.